# Philadelphia, Mississippi
Philadelphia är administrativ huvudort i Neshoba County i Mississippi. Orten har fått sitt namn efter Philadelphia i Pennsylvania. Vid 2020 års folkräkning hade Philadelphia 7 118 invånare.